# Anson (Teksas)
Anson je grad u američkoj saveznoj državi Teksas. Prema popisu stanovništva iz 2010. u njemu je živjelo 2.430 stanovnika.